# One Night Stand (Capital-Bra-Lied)
One Night Stand ist ein Lied des ukrainischen Deutschrappers Capital Bra aus dem Jahr 2018.

## Entstehung und Veröffentlichung
Der Liedtext wurde vom Interpreten Vladislav Balovatsky (Capital Bra) selbst verfasst, während die Musik von Juan Abarca Lara sowie David Kraft und Tim Wilke vom Produzentenduo The Cratez komponiert wurde. The Cratez zeichnete zudem auch für die Produktion verantwortlich.
Die Erstveröffentlichung von One Night Stand erfolgte als Single am 25. Mai 2018 bei Team Kuku. Diese erschien als digitaler Einzeltrack zum Download und Streaming. Am 22. Juni 2018 erschien das Lied als Teil von Capital Bras vierten Studioalbum Berlin lebt (Katalognummer: 1 90758 51612 7), dessen dritte Singleauskopplung es ist.

## Inhalt
In One Night Stand zweifelt Capital Bra eine Liebe dahingehend an, ob sie wirklich echt ist oder es sich nur um einen One-Night-Stand, also eine einmalige Sache, handelt.

## Kommerzieller Erfolg

### Chartplatzierungen
One Night Stand avancierte zum Nummer-eins-Hit in Deutschland und Österreich sowie mit Rang zwei zum Top-10-Hit in der Schweiz. Für Capital Bra ist es nach 5 Songs in einer Nacht (April 2018) und Neymar (April 2018) der dritte Nummer-eins-Erfolg innerhalb von nur zwei Monaten in Deutschland sowie nach Neymar der zweite in Österreich innerhalb von vier Wochen. Für The Cratez ist es nach Was du Liebe nennst (Oktober 2017), 5 Songs in einer Nacht und Neymar bereits der vierte Nummer-eins-Erfolg in Deutschland, ebenso in Österreich nach Was du Liebe nennst, Maserati (April 2018) und Neymar.
| ChartsChartplatzierungen | Höchstplatzierung | Wochen |
| ------------------------ | ----------------- | ------ |
| Deutschland (GfK)        | 1 (30 Wo.)        | 30     |
| Österreich (Ö3)          | 1 (18 Wo.)        | 18     |
| Schweiz (IFPI)           | 2 (16 Wo.)        | 16     |

| ChartsJahrescharts (2018) | Platzierung |
| ------------------------- | ----------- |
| Deutschland (GfK)         | 26          |
| Österreich (Ö3)           | 42          |
| Schweiz (IFPI)            | 96          |

Auf der Streaming-Plattform Spotify verzeichnet der Song mehr als 115 Millionen Aufrufe (Stand: Juni 2025).

### Auszeichnungen für Verkäufe
| Land/Region        | Auszeichnungen für Musikverkäufe (Land/Region, Auszeichnung, Verkäufe) | Verkäufe |
| ------------------ | ---------------------------------------------------------------------- | -------- |
| Deutschland (BVMI) | Platin                                                                 | 400.000  |
| Insgesamt          | 1× Platin ·                                                            | 400.000  |